# Heinrich Popper
Heinrich Popper (23. března 1842 Tysmenycja – 4. února 1896 Vídeň) byl rakouský bankéř a politik židovského původu, hlásící se k německé národnosti z Bukoviny, koncem 19. století poslanec Říšské rady.

## Biografie
Narodil se v židovské rodině roku 1842 v Haliči. Vystudoval obchodní akademii. Kupcem se vyučil ve Vídni.
Do Bukoviny se přistěhoval za prací v 60. letech 19. století. Byl veřejně a politicky aktivní. Po řadu let zasedal v černovické obecní radě. Orientován byl jako liberál. Od roku 1879 byl členem bukovinské obchodní a živnostenské komory. Od roku 1894 zasedal v státní železniční radě. Od roku 1889 vedl bukovinskou pobočku haličské akciové hypoteční banky. Podle jiného zdroje vedl tuto pobočku od roku 1868. Byl zakladatelem černovické ovocnářské a plodinové burzy. Angažoval se v rozvoji železničních drah v Bukovině.
Působil i jako poslanec Říšské rady (celostátního parlamentu Předlitavska), kam usedl ve volbách roku 1885 za kurii obchodních a živnostenských komor v Bukovině, obvod Černovice. Mandát obhájil ve volbách roku 1891. V parlamentu zasedal až do své smrti roku 1896, pak ho nahradil David Tittinger. Ve volebním období 1885–1891 se uvádí jako Heinrich Popper, ředitel pobočky haličské hypoteční banky v Černovicích, bytem Černovice.
V parlamentu zastupoval blok ústavověrných (tzv. Ústavní strana. V roce 1885 byl členem klubu Sjednocené levice, do kterého se spojilo několik ústavověrných (liberálně a centralisticky orientovaných) politických proudů. Po rozpadu Sjednocené levice přešel do frakce Německorakouský klub. V roce 1890 se uvádí jako poslanec obnoveného klubu německých liberálů, nyní oficiálně nazývaného Sjednocená německá levice. I ve volbách roku 1891 byl na Říšskou radu zvolen za klub Sjednocené německé levice.
Zemřel v únoru 1896 ve věku 53 let.